# 7461 Kachmokiam
7461 Kachmokiam este un asteroid din centura principală de asteroizi.

## Descriere
7461 Kachmokiam este un asteroid din centura principală de asteroizi. A fost descoperit pe 3 octombrie 1984 la Observatorul Oak Ridge din Harvard, Massachusetts. El prezintă o orbită caracterizată de o semiaxă mare de 3,22 ua, o excentricitate de 0,17 și o înclinație de 0,1° în raport cu ecliptica.